# Барометр

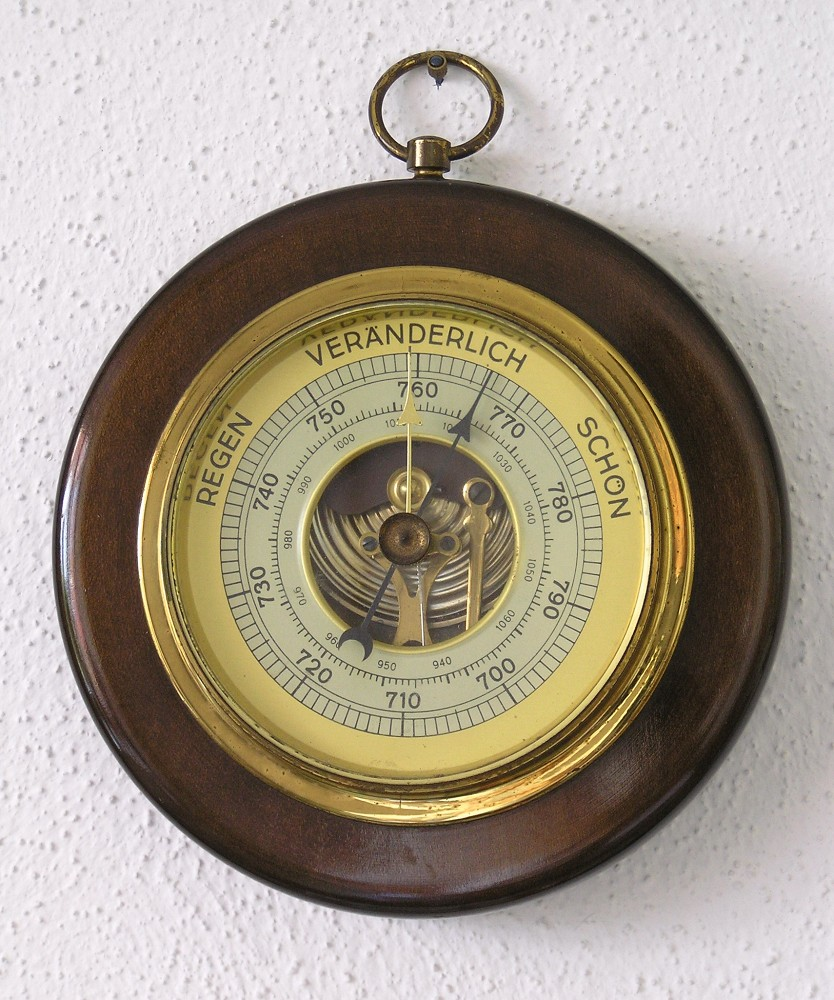
Побутовий барометр-анероїд

Баро́метр (від грец. βάρος — вага, тиск та грец. μετρέω — виміряти) — прилад для вимірювання атмосферного тиску. Також може застосовуватися як альтиметр, для вимірювання висоти над рівнем моря.

## Конструкція

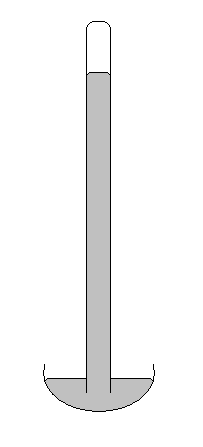
Схематичне зображення барометру з рідиною

Розрізняють декілька типів барометрів:

### Барометри з рідиною
У таких барометрів вага стовпчика рідини (води або ртуті) врівноважується тиском атмосфери. Зазвичай такі барометри являють собою скляну трубку, заповненою рідиною та запаяною з одного кінця. Трубка встановлюється вертикально, відкритим кінцем униз, у посудину з рідиною. Висота стовпчика рідини є пропорційна тиску, тому тиск вимірюється у міліметрах ртутного стовпа — «мм рт. ст.» або міліметрах водяного стовпа — «мм вод. ст.» (1 мм рт. ст. = 13,5951 мм вод. ст.). В США, також використовують дюйм ртутного стовпа — «inHg».

### Барометри без рідини

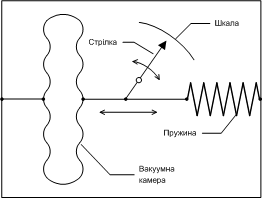
Схематичне зображення анероїда

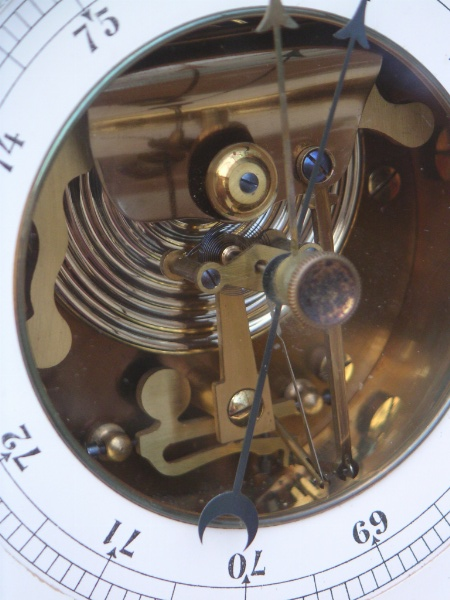
Конструкція анероїда

Так звані анероїди (від грец. α, «не» та грец. νηρος, «вологий» — тобто «безводний»), у яких зміна атмосферного тиску змушує стискуватися або розширюватися гофровану металеву коробку (вакуумну камеру) з розрідженим повітрям усередині. Ці деформації, за допомогою системи важелів та шарнірів, передаються стрілці, що рухається по шкалі, на якій стоять позначки, які відповідають тиску. Показники анероїда з часом змінюються, внаслідок зміни пружності стінок коробки, тому його необхідно час від часу звіряти з ртутним барометром. Завдяки своїй портативності, широко застосовується в експедиціях, а також як висотоміри (тоді шкалу анероїда градуюють у метрах).
До шкали анероїда часто прикріплений дугоподібний термометр, який служить для внесення поправки на температуру. Похибка вимірювань анероїд становить 1-2 мбар. Для отримання істинного значення тиску анероїд потребує три поправки:
- на шкалу — зумовлена тим, що анероїд неоднаково реагує на зміну тиску в різних ділянках шкали;
- на температуру — зумовлена залежністю пружних властивостей коробки і пружини від температури;
- додаткова — обумовлена зміною пружних властивостей коробки і пружини з часом.

## Історія
Барометр був винайдений учнями Галілео Галілея, італійцями Еванджеліста Торрічеллі та Вінченцо Вівіані у 1643 році. Виходячи з уявлення, що ми живемо на дні повітряного океану, що тисне на нас, Торрічеллі запропонував Вівіані зміряти цей тиск за допомогою запаяної з одного кінця трубки («трубка Торрічеллі»), заповненою ртуттю. При перекиданні трубки у посудину з ртуттю, ртуть з трубки виливалась не повністю, а зупинялася на деякій висоті, так, що в трубці над ртуттю утворювався порожній простір. За допомогою «трубки Торрічеллі» в 1664 році французький фізик і математик Блез Паскаль довів існування тиску атмосфери. Декарт відразу ж запропонував ідею вимірювання атмосферного тиску на різних висотах, яка також була реалізована Паскалем в 1648 році. У 1665 році англійський фізик і хімік Роберт Бойль назвав новий прилад барометром. У 1670 році англійський вчений Роберт Гук розробив шкалу барометра, де низький тиск відповідав дощу і шторму, а високий — гарній і сухій погоді. Такі позначення ми можемо бачити і на сучасних побутових барометрах, хоча такої простої залежності між тиском і погодою не існує, бо зв'язок цей набагато складніше.
Поява першого барометра без ртуті пов'язане з ім'ям французького юриста Люсьена Віді, що став інженером-теплотехніком. Вивчення манометрів пробудило його інтерес до барометрів. У 1844 році, він побудував і запатентував барометр-анероїд. Проте інструмент, не отримав успіху у Франції і Віді звернувся до ринку Великої Британії, де йому пощастило більше. Але його патент скоро став центром тривалої судової тяжби між Віді й іншими винахідниками подібних інструментів.

## Застосування
Найчастіше, барометри застосовують для передбачення погоди. Також барометри застосовують для барометричного нівелювання в геодезії та маркшейдерській справі.

## Рослини-барометри
- На похмуру й дощову погоду гілки ялини опускаються донизу, на погожу днину — піднімаються. Якщо поставити вдома гілочку, а поряд покласти шишку — гілочка похилиться в негоду і випрямиться на хорошу погоду, а шишка стулятиме чи розтулятиме лусочки.[2]
- Багатий урожай горобини — на морозяну зиму[2].
- «Пізній гриб — пізній сніг».